# Thomas M. Bohn

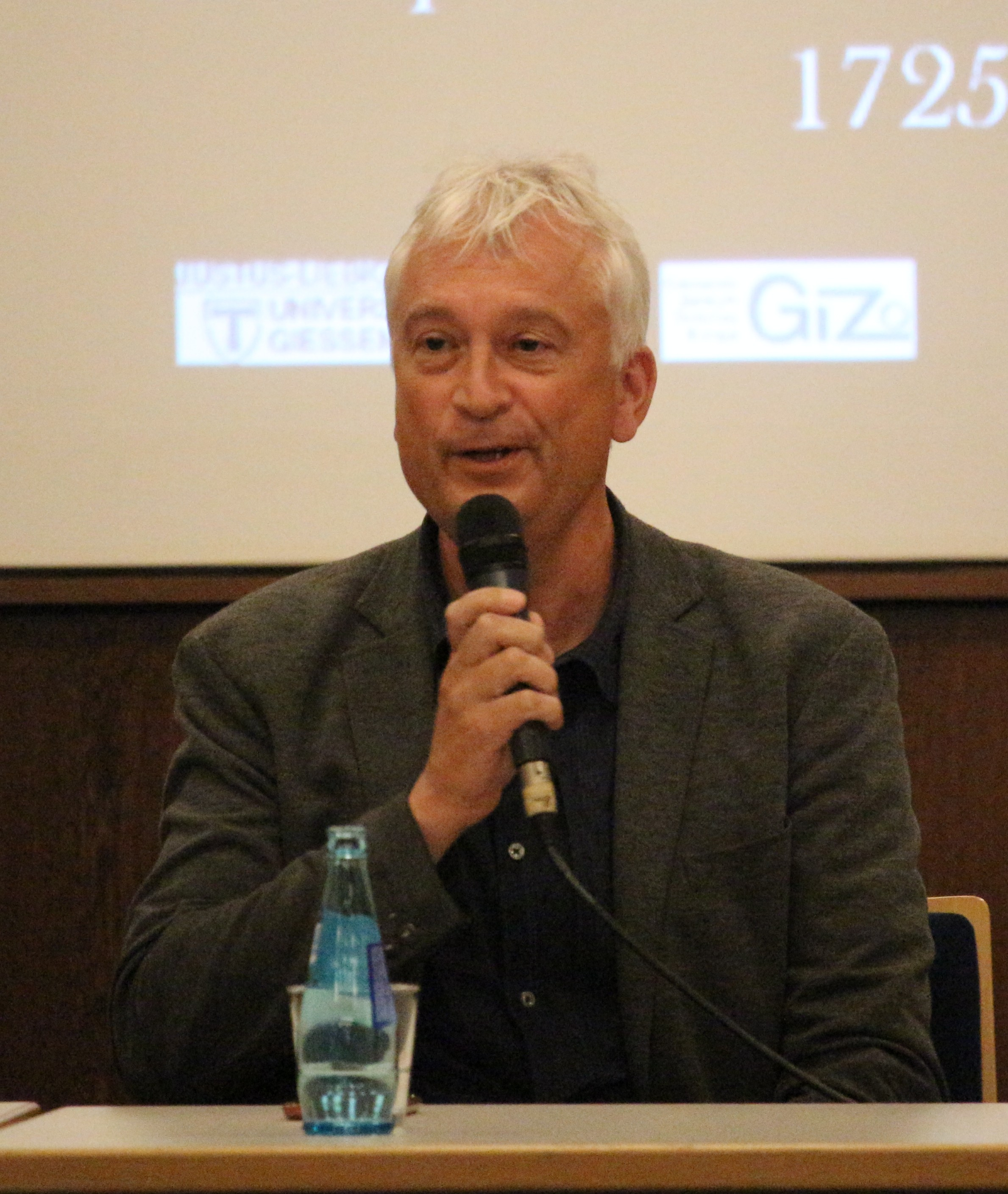
Thomas Bohn, 2025

Thomas Michael Bohn (* 28. Dezember 1963 in Hannover) ist ein deutscher Historiker. Seit 2009 lehrt er als Professor für Osteuropäische Geschichte an der Justus-Liebig-Universität Gießen.

## Leben und Wirken
Thomas Bohn studierte von 1985 bis 1991 Mittlere und Neuere Geschichte sowie Slavistik an der Universität Hamburg. Von 1992 bis 1995 war er Wissenschaftlicher Mitarbeiter am Lehrstuhl für Moderne osteuropäische Geschichte der Universität Hamburg. Bohn wurde 1996 promoviert bei Norbert Angermann am Historischen Seminar in Hamburg mit einer Arbeit über den Historiker Pavel N. Miljukov und die Moskauer Schule. Von 1995 bis 2007 war er Wissenschaftlicher Mitarbeiter bzw. Assistent am Lehrstuhl für Osteuropäische Geschichte der Friedrich-Schiller-Universität Jena. Im Jahr 2004 habilitierte er über den Wiederaufbau der belarusischen Hauptstadt Minsk nach dem Zweiten Weltkrieg. Es folgten Lehrstuhlvertretungen für Geschichte Osteuropas an der Ludwig-Maximilians-Universität München (LMU) (2005/06) und an der Europa-Universität Viadrina (2006). Von 2007 bis 2009 war Bohn Professor an der LMU München für Geschichte Osteuropas mit einem Schwerpunkt Geschichte Ostmitteleuropas. Seit 2009 lehrt Bohn als Professor für Osteuropäische Geschichte an der Justus-Liebig-Universität Gießen. Er ist Mitglied in der Deutschen Gesellschaft für Osteuropakunde, in der Südosteuropa-Gesellschaft und im Verband der Osteuropashistorikerinnen und -historiker.
Seit 2013 fungiert Bohn als Herausgeber der Reihe „Historische Belarus-Studien“. Außerdem ist er Sprecher der im Januar 2020 gegründeten Belarusisch-Deutschen Geschichtskommission, deren Arbeit wegen der politischen Entwicklungen in der Republik Belarus seit Juli 2021 ruht. Darüber hinaus setzt er sich für den Gebrauch der Landesbezeichnung „Belarus“ als Alternative zu „Weißrussland“ ein. Zusammen mit der Gießener Slawistin Marion Rutz vertritt Bohn seit November 2020 einen Paradigmenwechsel in der deutschen Wissenschaftssprache. Zum einen entspricht die Schreibweise des Adjektivs „belarusisch“ statt „belarussisch“ der Landessprache. Zum anderen kann in Anlehnung an die Kiewer Rus in historischer Perspektive auch auf das Genus Bezug genommen und von der „Weißen Ruß“ oder der Belarus gesprochen werden. In einer 2025 erschienen Studie über die Weiße Ruß in Historiographie und Kartographie weist Bohn darauf hin, dass mit „Weißrussland“ im Russischen Kaiserreich die Gegend zwischen den heutigen belarusischen Städten Wizebsk und Mahiljou sowie der heutigen russischen Stadt Smolensk gemeint war.
Bohns Forschungsschwerpunkte sind Historiographiegeschichte und Erinnerungskulturen, die Stadtgeschichte und Urbanisierungsforschung, Dracula und der Vampirismus sowie die belarusische Geschichte und die Alltagsgeschichte der Sowjetunion. Seine Hamburger Dissertation wurde 1998 mit dem Fritz-Theodor-Epstein-Preis des Verbandes der Osteuropahistoriker ausgezeichnet. Zusammen mit Dietmar Neutatz hat er den zweiten, auf die Geschichte des Russischen Reiches und der Sowjetunion bezogenen Band des Studienhandbuchs östliches Europa herausgegeben. Mit Albert Weber, Adrian Gheorghe und Christof Paulus ediert er das dreibändige Corpus Draculianum, eine Dokumentation zu Vlad Țepeș Drăculea. Mit der Edition sollen die in insgesamt 17 europäischen und orientalischen Sprachen erhaltenen Briefe, Urkunden und Erzählungen zu Leben und Herrschaft durch kritische Edition, Übersetzung und Kommentar einem breiten Publikum zugänglich gemacht werden. Die Reihe soll 2025 mit einem Band über die Überlieferung aus West- und Südosteuropa und dem Moskauer Reich zum Abschluss kommen. Er veröffentlichte 2016 eine Monographie über den europäischen Vampir-Mythos.
Gegenwärtig arbeitet Bohn an einer Familiengeschichte, die unter dem Titel Donauschwaben und Banater Bulgaren den Zeitraum von 1750 bis 1950 erfasst und in der Aufarbeitung der Erfahrungen des Zweiten Weltkrieges im niedersächsischen Dorf Wülfingen gipfelt.

## Schriften
Monographien
- Russische Geschichtswissenschaft von 1880 bis 1905. Pavel N. Miljukov und die Moskauer Schule (= Beiträge zur Geschichte Osteuropas. Bd. 25). Böhlau, Köln u. a. 1998, ISBN 3-412-12897-X (Zugleich: Hamburg, Universität, Dissertation, 1996; in russischer Sprache und kyrillischer Schrift: Томас М. Бон: Русская историческая наука. 1880 г.–1905 г. Павел Николаевич Милюков и Московская школа. Олеариус Пресс, Санкт-Петербург 2005, ISBN 5-901603-05-2; auch auf Englisch: Russian Historiography from 1880 to 1905. Pavel N. Miliukov and the Moscow School. Translated by Francis Ipgrave. Berghahn Books, New 2024, ISBN 978-1-80539-548-5).
- Minsk – Musterstadt des Sozialismus. Stadtplanung und Urbanisierung in der Sowjetunion nach 1945 (= Industrielle Welt. Bd. 74). Böhlau, Köln u. a. 2008, ISBN 978-3-412-20071-8 (Auch auf Russisch: Томас М. Бон: „Минский феномен“. Городское планирование и урбанизация в Советском Союзе. После Второй мировой войны. РОССПЭН, Москва 2013, ISBN 978-5-8243-1751-0; auf Belarusisch:«Мінскі феномен». Гарадское планаванне і ўрбанізацыя ў Савецкім Саюзе пасля 1945 г. Зміцер Колас, Мінск 2016, ISBN 978-985-6992-89-9).
- Der Vampir. Ein europäischer Mythos. Böhlau, Köln u. a. 2016. ISBN 978-3-412-50180-8 (Auch auf Englisch: The Vampire. Origins of a European Myth. Translated from the German by Francis Ipgrave. Berghahn, New York u. a. 2019, ISBN 978-1-78920-292-2).
- mit Aliaksandr Dalhouski, Markus Krzoska: Wisent-Wildnis und Welterbe. Geschichte des polnisch-weißrussischen Nationalparks von Białowieża. Böhlau, Köln u. a. 2017, ISBN 978-3-412-50943-9 (Auch auf Belarusisch: Зубрыны неруш і сусветная спадчына. Гісторыя польска-беларускага нацыянальнага парку “Белавежская пушча”. Галіяфы, Мінск 2021, ISBN 978-985-7209-88-0).
- Heldenstadt Minsk. Urbanisierung à la Belarus seit 1945 (= Osteuropa in Geschichte und Gegenwart. Bd. 9). 2. überarbeitete und erweiterte Auflage. Böhlau, Köln u. a. 2022, ISBN 978-3-412-52449-4.
- Weißrussland oder Belarus? Die Weiße Ruß in Historiographie und Kartographie. Harrassowitz, Wiesbaden 2025, ISBN 978-3-447-12380-8.

Quelleneditionen
- mit Adrian Gheorghe, Albert Weber: Corpus Draculianum Dokumente und Chroniken zum walachischen Fürsten Vlad dem Pfähler 1448–1650. Bearbeitet von Adrian Gheorghe und Albert Weber. Bd. 3: Die Überlieferung aus dem Osmanischen Reich. Postbyzantinische und osmanische Autoren. Harrassowitz, Wiesbaden 2013, ISBN 978-3-447-06989-2.
- mit Adrian Gheorghe, Christof Paulus, Albert Weber: Corpus Draculianum. Dokumente und Chroniken zum walachischen Fürsten Vlad dem Pfähler 1448–1650. Band 1: Briefe und Urkunden. Teil 1: Die Überlieferung aus der Walachei. Bearbeitet von Albert Weber und Adrian Gheorghe. Harrassowitz, Wiesbaden 2017, ISBN 3-447-10212-8. Teil 2: Die Überlieferung aus Ungarn, Mitteleuropa und dem Mittelmeerraum. Harrassowitz, Wiesbaden 2018, ISBN 978-3-447-10628-3 (auch auf Rumänisch: Corpus Draculianum. Documentele şi cronicile relative la viaţa şi domnia voievodului Vlad Ţepeş. Volumul 1: Scrisori şi documente de cancelarie. Tomul 1: Cancelarii valahe. Tomul 2: Cancelarii externe. Istros, Brăila 2019–2020, ISBN 978-973-27-3168-0, ISBN 978-973-27-3285-4).

Herausgeberschaften
- mit Dietmar Neutatz: Studienhandbuch Östliches Europa. Bd. 2: Russisches Reich und Sowjetunion. Böhlau, Köln u. a. 2002. 2. überarbeitete und aktualisierte Auflage 2009, ISBN 978-3-412-20173-9.
- Von der „europäischen Stadt“ zur „sozialistischen Stadt“ und zurück? Urbane Transformationen im östlichen Europa des 20. Jahrhunderts. Vorträge der gemeinsamen Tagung des Collegium Carolinum und des Johann Gottfried Herder-Forschungsrats in Bad Wiessee vom 23. bis 26. November 2006 (= Bad Wiesseer Tagungen des Collegium Carolinum. Band 29 = Völker, Staaten und Kulturen in Ostmitteleuropa. Band 4). Oldenbourg, München 2009, ISBN 978-3-486-58956-6
- mit Marie Janine Calic: Urbanisierung und Stadtentwicklung in Südosteuropa vom 19. bis zum 21. Jahrhundert. 47. Internationale Hochschulwoche der Südosteuropa-Gesellschaft in Tutzing, 6.–10.10.2008 (= Südosteuropa-Jahrbuch. Band 37). Sagner, München u. a. 2010, ISBN 978-3-86688-118-1.
- mit Victor Shadurski: Ein weißer Fleck in Europa … Die Imagination der Belarus als Kontaktzone zwischen Ost und West. transcript, Bielefeld 2011, ISBN 978-3-8376-1897-6.
- mit Rayk Einax, Julian Mühlbauer: Bunte Flecken in Weißrussland. Erinnerungsorte zwischen polnisch-litauischer Union und russisch-sowjetischem Imperium. Harrassowitz, Wiesbaden 2013, ISBN 978-3-447-10067-0.
- mit Rayk Einax, Michel Abeßer: De-Stalinisation reconsidered. Persistence and Change in the Soviet Union. Campus, Frankfurt/New York 2014, ISBN 978-3-593-50166-6.
- mit Rayk Einax, Stefan Rohdewald: Vlad der Pfähler – Dracula. Tyrann oder Volkstribun. Harrassowitz, Wiesbaden 2017, ISBN 978-3-447-10730-3.
- mit Kirsten von Hagen: Mythos Vampir – bissige Lektüren. Romanistischer Verlag, Bonn 2018, ISBN 978-3-86143-218-0.
- mit Marion Rutz: Belarus-Reisen. Empfehlungen aus der deutschen Wissenschaft. Harrassowitz, Wiesbaden 2020, ISBN 978-3-447-11559-9.